# Blainvilles näbbval
Blainvilles näbbval (Mesoplodon densirostris) är den mest utbredda valen i släktet Mesoplodon och kanske den mest dokumenterade. Namnet "densirostris" är en latiniserad form av "kompakt näbb".

## Utbredning
Valen förekommer i alla tropiska och tempererade havsregioner. Djuret iakttogs bland annat vid Nordamerikas kustlinje längs Atlanten, i Karibien, vid Portugal, i västra Medelhavet, vid Sydafrika, i västra Indiska oceanen, nära Australien, Japan, Hawaii och andra regioner i Stilla havet. På nordöstra Bahamas är djuren särskilt bra dokumenterade och ett projekt för att fotoidentifiera individer påbörjades efter 2002.

## Kännetecken
Kroppen är robust men också något tilltryckt i sidled jämfört med andra arter i samma valsläkte. Honor har en kroppslängd upp till 4,7 meter och hannar kan bli 5,9 meter långa. Ovansidan är mörkgrå och buken ljusgrå. Över hela kroppen finns ofta vitaktiga ärr från strider mellan artfränder eller från parasiter samt hajangrepp. Hos hannar skjuter ibland två tänder från underkäken fram som är synliga utanför munnen.

## Levnadssätt
Arten lever främst pelagisk och kommer sällan fram till kustlinjerna. Den bildar mindre flockar av två till nio eller tolv individer. Blainvilles näbbval har särskilt bra förmåga att dyka. Djuret stannar upp till 45 minuter under vattenytan och kommer så långt ner som 1 250 meter. Som alla arter i släktet är den mycket skygg och därför är kännedomen om arten begränsade.
På hannarnas kropp förekommer vanligen många sår. De mindre såren orsakas antagligen av cigarrhajen och de långsmala såren bildas under strider med andra hannar.

## Hot
I vissa områden jagas valen i mindre omfång till exempel vid Filippinerna, Taiwan och Japan. Dessutom hamnar de ibland i fiskenät som bifångst. De hotas även av avloppsvatten som lämnas i havet och av experiment med sonar. Till exempel strandade ett stort antal av Blainvilles näbbval och småhuvudval under en militärövning av NATO åren 2000/2001.
På grund av det stora utbredningsområdet finns inga uppgifter om populationens storlek. IUCN listar arten som livskraftig (LC).